# История на Пакистан
Историята на Пакистан (на урду: تاریخ پاکستان) обхваща историята на региона, представляващ съвременен Пакистан. В продължение на над три хилядолетия регионът наблюдава човешка активност и една от най-големите цивилизации, Индската. Търговските пътища, които прекосяват долината на Инд, свързващи Централна Азия, Индийския субконтинент и Ориента привличат хора чак от Гърция и Монголия и много имперски сили, последните от която е Британската империя.

## Бронзова епоха
През бронзовата епоха (3 – 2 хилядолетие пр. Хр.) в Пакистан съществуват няколко развити култури. Най-известната от тях е индската цивилизация.

## Мюсюлмански период
Ислямът започва да се разпространява в Пакистан през 8 век. Тогава територията на Синд (Южен Пакистан) е част от арабския халифат. През 19 век територията на Пакистан е окупирана от британски войски и е включена в Британска Индия.

## Ислямска република Пакистан
През 1956 година Пакистан е напълно освободен от британския контрол, след като се превръща в напълно суверенна ислямска република Пакистан. Председател е Искандър Мирза.
През 1958 г. се провежда военен преврат, в резултат на което главата на страната е сменен. Прекратява се дейността на различни политически партии и през 1962 се въвежда нова конституция, която укрепва допълнително властта на президента.